# Assassin's Creed: La crociata segreta
Assassin's Creed: La crociata segreta è un romanzo storico di Anton Gill (con lo pseudonimo di Oliver Bowden). La crociata segreta  è il prequel di Assassin's Creed: Rinascimento. È basato sulla storia di Altaïr, protagonista di Assassin's Creed, primo videogioco dell'omonima serie, ed è il terzo romanzo della serie.

## Trama
Niccolò Polo, padre di Marco, rivela la storia che ha tenuto segreta per tutta la vita: la storia di Altaïr, uno degli Assassini più straordinari della Fratellanza. La trama segue le vicende di Assassin's Creed e Assassin's Creed: Bloodlines, con alcune aggiunte degne di nota.
Prima degli eventi del primo gioco, Salah Al'Din pone l'assedio a Masyaf. In risposta, Al Mualim manda il padre di Altair, Umar Ibn-La'Ahad, per lasciare un messaggio minaccioso, in modo da costringere Salah Al'Din a ritirarsi. Umar riesce, ma è costretto a uccidere un nobile di passaggio durante la sua fuga. La mattina seguente, Salah Al'Din accetta di ritirarsi, ma solo se l'uomo responsabile della morte del nobile è a lui consegnato per l'esecuzione. Quando Al Mualim rifiuta, Salah Al'Din tira fuori una spia Assassino aveva scoperto, Ahmad Sofian, con l'intenzione di ucciderlo al posto di Umar. Non volendo lasciare che qualcun altro morisse per il suo errore, Umar si arrende e viene giustiziato mentre suo figlio è presente.
Più tardi un giovane Altaïr è svegliato nel cuore della notte da Ahmad in piedi sulla scrivania del padre. Ahmad, ossessionato dalla morte del suo compagno Assassino, si scusa con Altaïr. Al Mualim prende Altaïr e figlio di Ahmad, Abbas Sofian, sotto la sua ala per la formazione come Assassino, proibendo ad Altaïr di rivelare il "suicidio" del padre di Abbas, a cui viene detto che il padre è fuggito nel cuore della notte. I due orfani crescono insieme e imparano in fretta le vie della Fratellanza, però, una notte Altaïr dice la verità ad Abbas sulla morte di suo padre. Abbas è furioso e durante un allenamento, accusa Altaïr di aver mentito in merito a suo padre e lo costringe sotto la minaccia di un coltello a dire che stava mentendo. La loro amicizia è irrimediabilmente rotta. Abbas inizia a inciampare lungo il sentiero di amarezza e di vergogna, mentre Altaïr comincia a crescere arrogante e altezzoso.
Dopo gli eventi dei due giochi, Altaïr, sua moglie Maria e il loro figlio Darim stanno facendo ritorno a Masyaf dopo l'assassinio di Gengis Khan. Altaïr e Maria sono ora sessantenni e cominciano a sentire gli acciacchi della loro età. Nei dieci anni passati, Abbas si è proclamato Maestro degli Assassini e ha conquistato Masyaf. Egli governa ora la gente attraverso la paura e la violenza. Altaïr viene accolto con fredda indifferenza e chiede di sapere dove si trovi il figlio più giovane, Sef. Uno dei lacchè di Abbas, Swami, lo informa che Sef, sua moglie e le sue due figlie sono andati ad Alamut per motivi sconosciuti. Darim va alla ricerca di suo fratello, mentre Maria e Altaïr soggiornano presso Masyaf per parlare con Abbas. Tuttavia, Abbas dice loro che Sef è morto, ucciso da Malik. Più tardi quella notte, Altaïr entra furtivamente la prigione e trova Malik, il quale si dichiara innocente riguardo all'omicidio di Sef. Altaïr lo fa evadere di prigione e lo porta da Maria a riprendersi. Altaïr pianifica di affrontare Abbas e reclamare così il titolo di Maestro Assassino, ma i suoi piani sono rovinati quando Abbas uccide Malik e fa cadere i sospetti su Altaïr per la sua morte. Nella sua rabbia, Altaïr usa la Mela dell'Eden per uccidere l'uomo responsabile dell'omicidio di Sef, ma inavvertitamente causa anche la morte di Maria. Sconvolto per la perdita di sua moglie e di suo figlio, Altaïr fugge da Masyaf.
Anni dopo Altaïr, ormai settantenne, salva un mercante di nome Muhklis dai banditi del deserto. Muhklis porta indietro nella sua casa a Masyaf un Altaïr ferito e decide di aiutarlo a reclamare il suo titolo. Loro sperano infatti di riprendere Masyaf con uno spargimento di sangue quanto più piccolo possibile. Con loro collaborano alcuni giovani contrari ad Abbas e che seguono ancora il credo degli Assassini, ignorato durante il dominio di Abbas. Loro, con la gente di Masyaf, prendono d'assalto il castello, lottando contro gli uomini di Abbas ma cercando di uccidere il meno possibile. Altaïr affronta Abbas per l'ultima volta, assassinandolo con un colpo di pistola. Con la morte del loro leader, gli uomini di Abbas gettano le loro armi e Altaïr è proclamato Gran Maestro degli Assassini.

## Edizioni
- Oliver Bowden, Assassin's Creed: La crociata segreta, traduzione di Tullio Dobner, Sperling & Kupfer, 2011. ISBN 978-88-200-5159-4.